# Cirrochroa jobina
Cirrochroa jobina är en fjärilsart som beskrevs av Talbot 1932. Cirrochroa jobina ingår i släktet Cirrochroa och familjen praktfjärilar. Inga underarter finns listade i Catalogue of Life.